# Parc national de Kayan Mentarang
Le parc national de Kayan Mentarang est un parc national situé dans la province indonésienne de Kalimantan du Nord dans l'île de Bornéo, à cheval sur les kabupaten de Bulungan et Malinau. Créé en 1996, il a une superficie de 13 605 km².

## Faune
On y trouve notamment le pangolin de Malaisie, le macaque crabier, le nasique Nasalis larvatus, le gibbon de Müller, le loris paresseux, le tarsier de Horsfield, le chat marbré et la civette de Hose.
Un mammifère carnivore inconnu y a été photographié en 2005.

## Occupation humaine
Des restes archéologiques découverts dans le parc, notamment des outils en pierre et des tombes, indiquent que la région est habitée depuis au moins 350 ans. Il y a actuellement entre 20 et 25 000 Dayaks autour du parc, appartenant à des tribus variées, dont des Kenyah, Punan, Lun Daye et Lun Bawang.